# Verena Mayr
Verena Mayr (nacida Verena Preiner, Ebensee, 1 de febrero de 1995) es una deportista austríaca que compite en atletismo. Ganó una medalla de bronce en el Campeonato Mundial de Atletismo de 2019, en la prueba de heptatlón.

## Palmarés internacional
| Campeonato Mundial | Campeonato Mundial | Campeonato Mundial | Campeonato Mundial |
| Año                | Lugar              | Medalla            | Prueba             |
| ------------------ | ------------------ | ------------------ | ------------------ |
| 2019               | Doha (Catar)       | Medalla de bronce  | Heptatlón          |